# 大牟田都市圏
大牟田都市圏（おおむたとしけん）は、福岡県大牟田市を中心とする福岡県南部と熊本県北部にまたがる都市圏である。

## 概要
福岡県大牟田市及び熊本県荒尾市を中心としたこの地域は、かつて三井三池炭鉱を中心とした石炭化学工業で栄えていた。1950年代後半からエネルギー革命による合理化が行われ、1997年に閉山したが、炭鉱が閉山した現在でも大牟田・荒尾両市の関係は密接である。このように、大牟田・荒尾両市は双子都市のような性格をもっているため、大牟田・荒尾都市圏と呼ばれることもある。
また、大牟田市を中心とした地域を中部有明地域と呼ぶこともあるが、具体的な範囲については不明確であることも多い。

## 定義

### 都市圏（国土交通省の定義）
詳細は都市圏（国土交通省の定義）を参照
大牟田市の人口は117,360人、昼夜人口比率は 104.5%であり、国土交通省の定義による核都市の条件を満たしている。
- 福岡県
  - 大牟田市
  - みやま市
- 熊本県
  - 荒尾市
  - 玉名郡
    - 南関町
    - 長洲町

### 都市雇用圏
金本良嗣・徳岡一幸によって提案された都市圏。細かい定義等は都市雇用圏に則する。大牟田市を中心とする都市雇用圏（10% 通勤圏）の人口は約23万人（2015年国勢調査基準）。
通勤率
2015年国勢調査による、各自治体の大牟田市への通勤率
| 順位 | 市町村   | 通勤率 |
| ---- | -------- | ------ |
| 1    | 荒尾市   | 24.7%  |
| 2    | 南関町   | 14.4%  |
| 3    | みやま市 | 11.3%  |

長洲町は2次郊外である。
| 通勤先 | 市町村 | 通勤率 |
| ------ | ------ | ------ |
| 荒尾市 | 長洲町 | 14.0%  |

都市雇用圏（10% 通勤圏）の変遷
- 10% 通勤圏に入っていない自治体は、各統計年の欄で灰色かつ「-」で示す。

| 県     | 自治体 ('80) | 1980年                   | 1990年                   | 1995年                   | 2000年                   | 2005年                   | 2010年                   | 2015年                   | 自治体 （現在） |
| ------ | ------------ | ------------------------ | ------------------------ | ------------------------ | ------------------------ | ------------------------ | ------------------------ | ------------------------ | --------------- |
| 福岡県 | 瀬高町       | -                        | -                        | -                        | -                        | -                        | 大牟田 都市圏 24万6849人 | 大牟田 都市圏 23万4581人 | みやま市        |
| 福岡県 | 山川町       | -                        | -                        | -                        | -                        | -                        | 大牟田 都市圏 24万6849人 | 大牟田 都市圏 23万4581人 | みやま市        |
| 福岡県 | 高田町       | 大牟田 都市圏 25万4723人 | 大牟田 都市圏 25万6625人 | 大牟田 都市圏 24万8298人 | 大牟田 都市圏 24万0181人 | 大牟田 都市圏 22万9853人 | 大牟田 都市圏 24万6849人 | 大牟田 都市圏 23万4581人 | みやま市        |
| 福岡県 | 大牟田市     | 大牟田 都市圏 25万4723人 | 大牟田 都市圏 25万6625人 | 大牟田 都市圏 24万8298人 | 大牟田 都市圏 24万0181人 | 大牟田 都市圏 22万9853人 | 大牟田 都市圏 24万6849人 | 大牟田 都市圏 23万4581人 | 大牟田市        |
| 熊本県 | 荒尾市       | 大牟田 都市圏 25万4723人 | 大牟田 都市圏 25万6625人 | 大牟田 都市圏 24万8298人 | 大牟田 都市圏 24万0181人 | 大牟田 都市圏 22万9853人 | 大牟田 都市圏 24万6849人 | 大牟田 都市圏 23万4581人 | 荒尾市          |
| 熊本県 | 南関町       | 大牟田 都市圏 25万4723人 | 大牟田 都市圏 25万6625人 | 大牟田 都市圏 24万8298人 | 大牟田 都市圏 24万0181人 | 大牟田 都市圏 22万9853人 | 大牟田 都市圏 24万6849人 | 大牟田 都市圏 23万4581人 | 南関町          |
| 熊本県 | 長洲町       | -                        | 大牟田 都市圏 25万6625人 | 大牟田 都市圏 24万8298人 | 大牟田 都市圏 24万0181人 | 大牟田 都市圏 22万9853人 | 大牟田 都市圏 24万6849人 | 大牟田 都市圏 23万4581人 | 長洲町          |